# Onycholyda
Onycholyda is een geslacht van vliesvleugelige insecten uit de familie spinselbladwespen (Pamphiliidae).

## Soorten
- O. kervillei (Konow, 1903)
- O. sertata (Konow, 1903)